# Мурђилешти (Горж)
Мурђилешти (рум. Murgilești) насеље је у Румунији у округу Горж у општини Вађулешти. Oпштина се налази на надморској висини од 274 m.

## Становништво
Према подацима из 2002. године у насељу је живело 435 становника, од којих су сви румунске националности.